# Coldrain
Coldrain (コールドレイン, Kōrudorein) is een Japanse metalcore-band uit Nagoya, opgericht in 2007. De band mixt melodische zang met kreten typerend voor het latere post-hardcore-genre.
In 2009 bracht de groep hun single 8AM uit, ook gebruikt als titelsong bij de anime-serie Hajime no Ippo: New Challenger.
De band bracht hun EP Nothing Lasts Forever op 23 juni 2010 uit. Een van de songs "We’re Not Alone" werd gebruikt als een openingsthema van de anime-serie Rainbow: Nisha Rokubō no Shichinin. Een andere song "Die Tomorrow" werd gebruikt in de soundtrack van Pro Evolution Soccer 2011.

## Bandleden
- Masato David Hayakawa (zang)
- Ryo "Y.K.C" Yokochi (leadgitaar)
- Kazuya "Sugi" Sugiyama (slaggitaar)
- Ryo "RxYxO" Shimizu (basgitaar)
- Katsuma Minatani (drums)

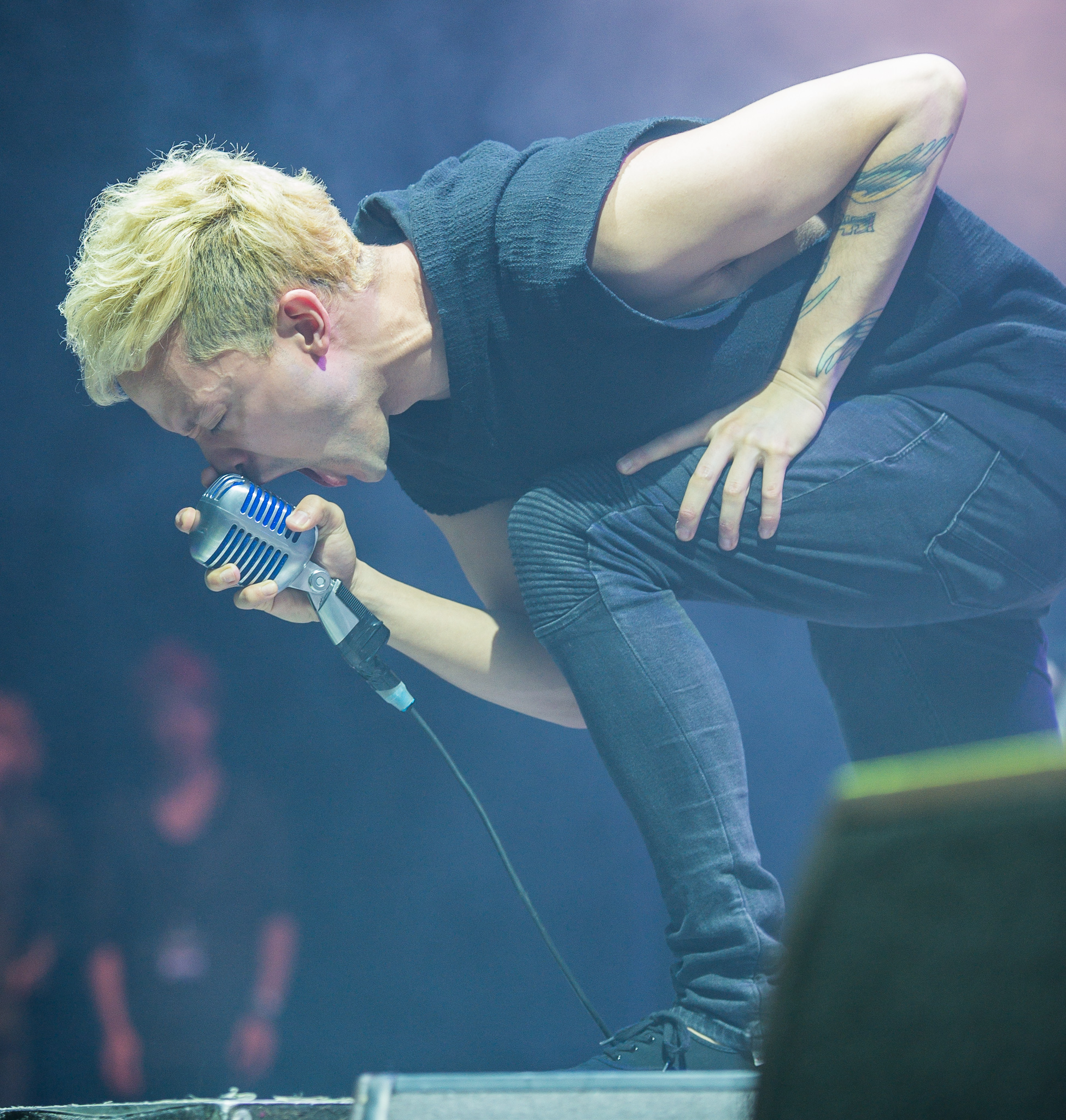
Masato
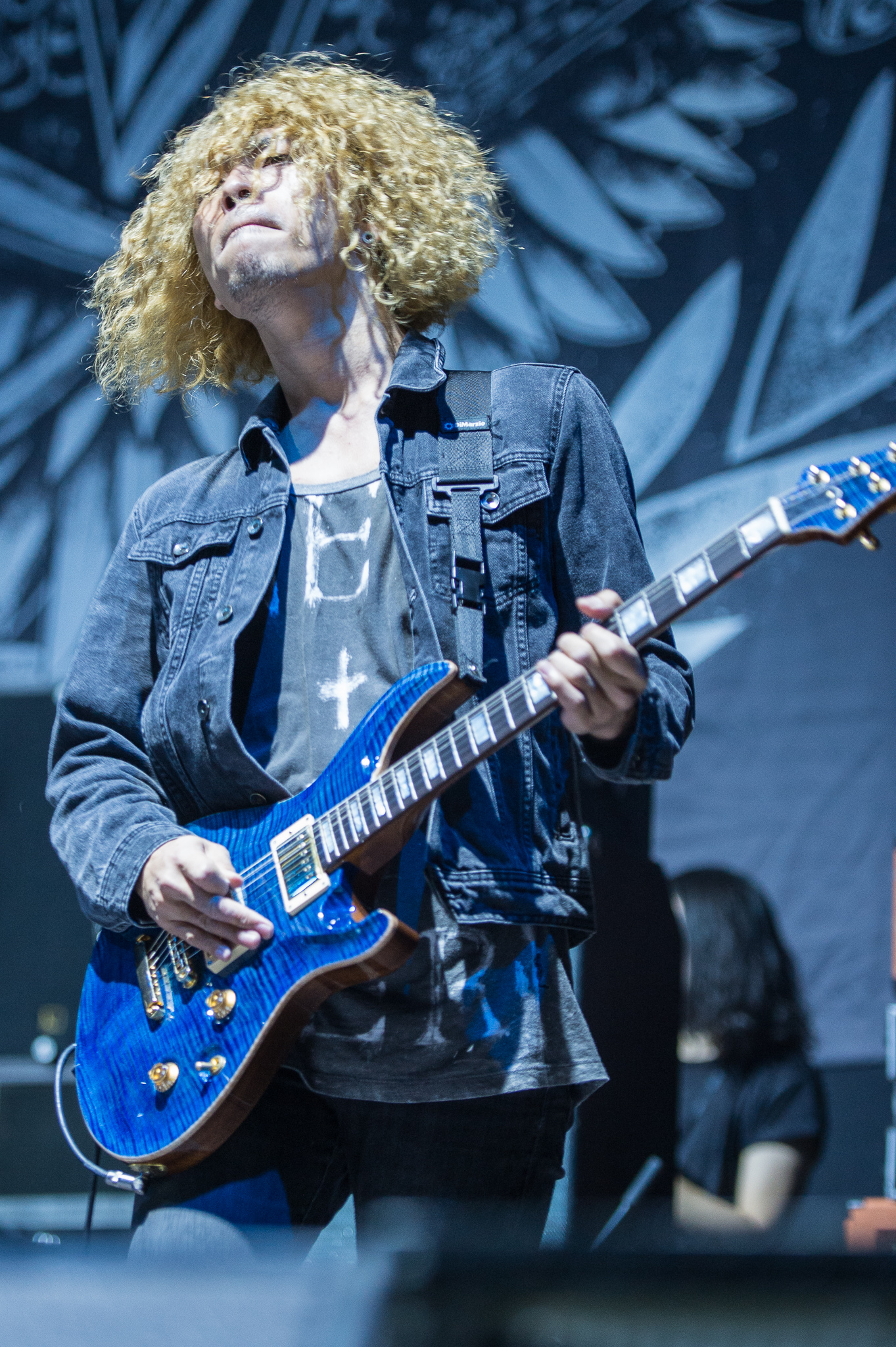
Y.K.C
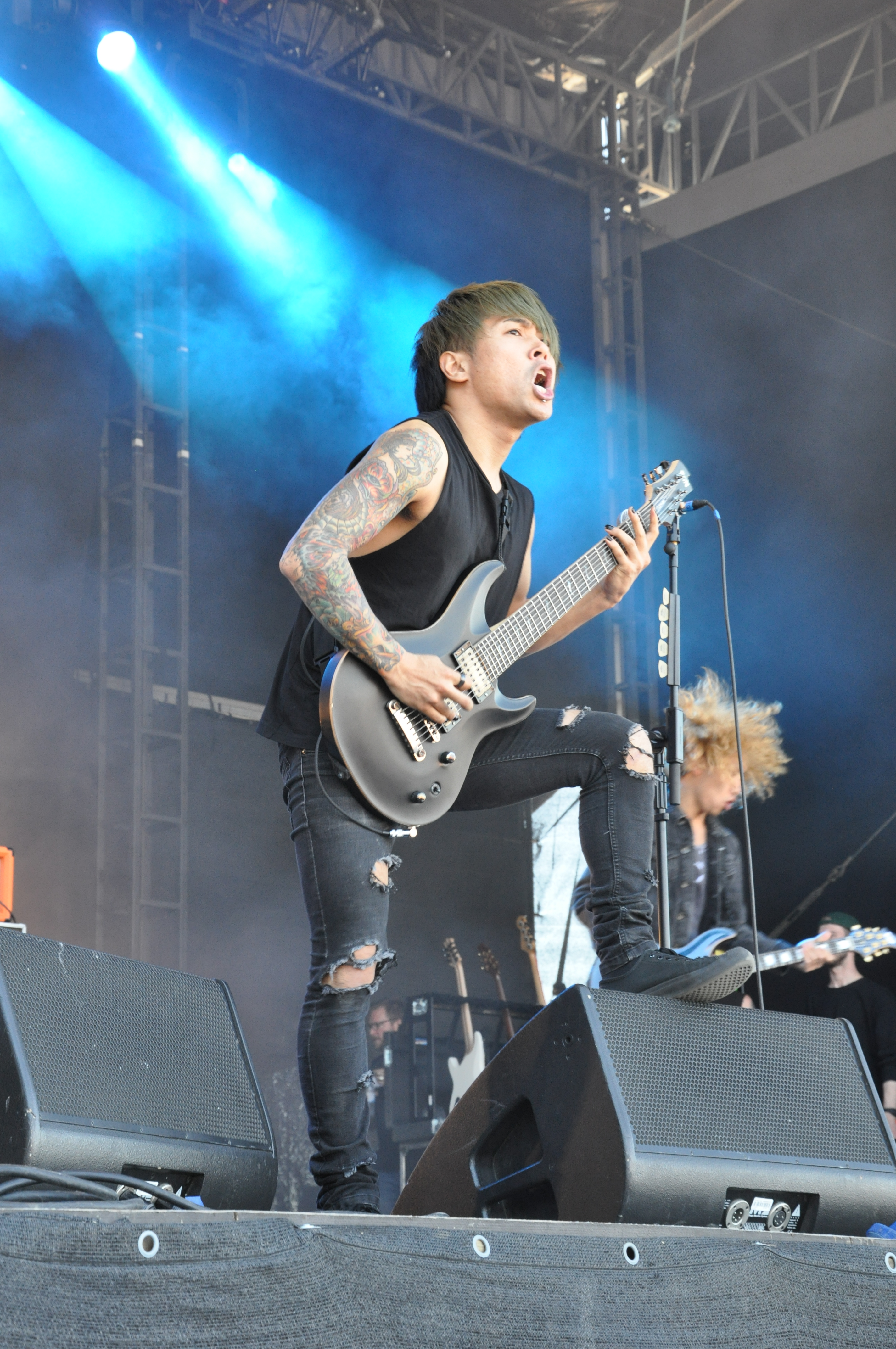
Sugi
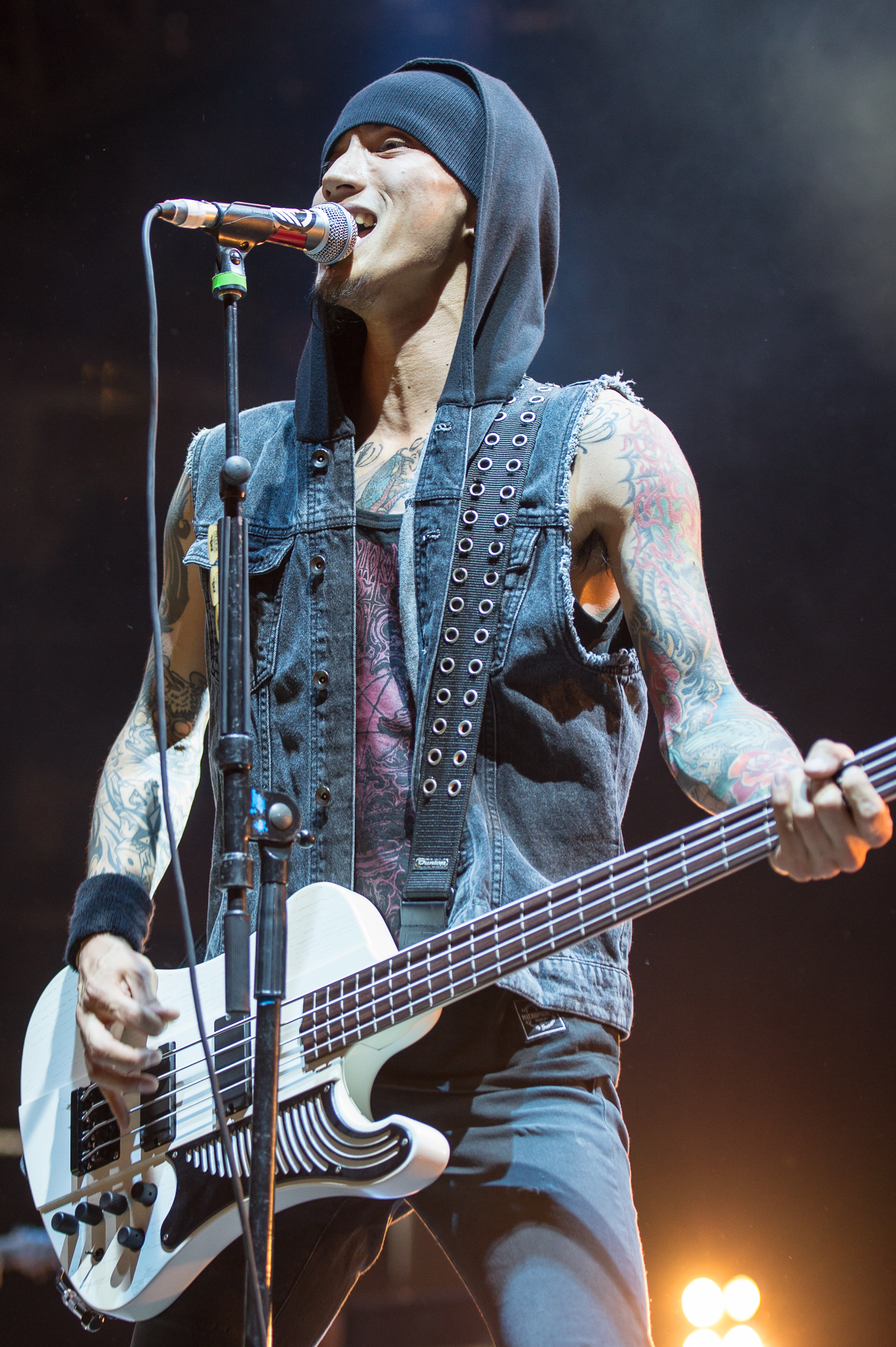
RxYxO
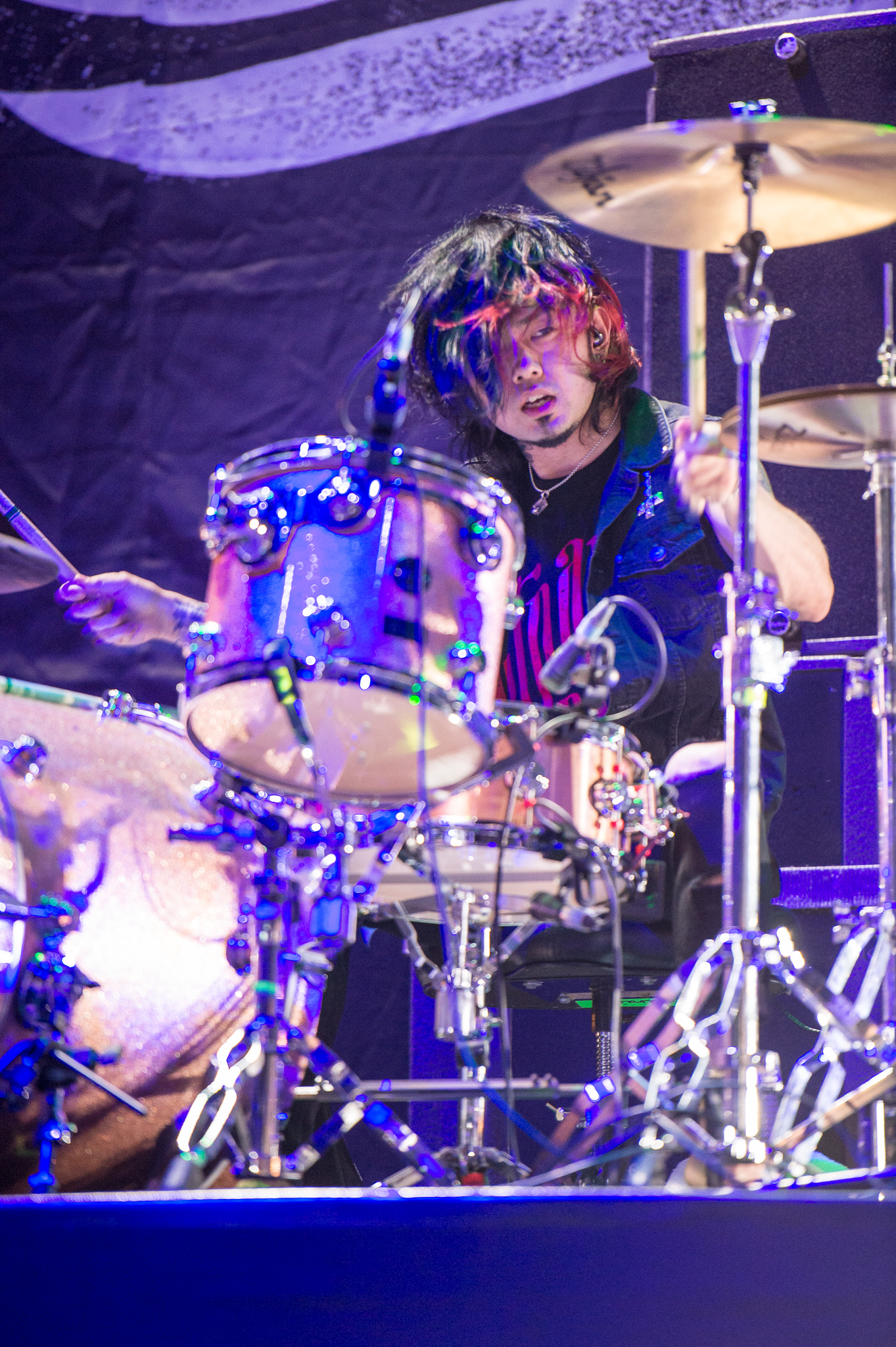
Katsuma

## Discografie

### Albums

#### Studioalbums
- Final Destination (2009)
- The Enemy Inside (2011)
- The Revelation (2013)
- Vena (2015)
- Fateless (2017)
- The Side Effects (2019)

#### Ep's
- Nothing Lasts Forever (2010)
- Through Clarity (2012)
- Until the End (2014)

### Singles
- Fiction (2008)
- 8AM (2009)
- Vena II (2016)

### Dvd's
- Three Days of Adrenaline (2011)
- Evolve (2014)